# Semme (Gersprenz)
Die Semme, auch Semder Bach genannt, ist ein rechter Zufluss der Gersprenz im Landkreis Darmstadt-Dieburg in Hessen.

## Name
Die Semme wurde 1399 („an der Semde“) erstmals schriftlich erwähnt. Die althochdeutsche Ausgangsform des Namens dürfte *Semidaha mit der Bedeutung „Fließgewässer mit Schilf“ gewesen sein.

## Geographie

### Verlauf
Der Oberlauf der Semme liegt in der Gemeinde Otzberg und führt hier den Nebennamen Hasselbach. Die Quelle liegt am südlichsten Punkt der Waldgemarkung des Ortsteils Lengfeld in einem Waldtal am Klingelskopf (361 m). Die ersten 700 Meter des Bachlaufs liegen auf der Kreisgrenze zum Odenwaldkreis. Der nördliche Ortsrand  von Hassenroth (Höchst im Odenwald) ist nur 200 Meter entfernt.
Der Hasselbach fließt zunächst nach Nordwesten vorbei an der Schmelzmühle, wo er aus verschiedenen Seitentälern Zuflüsse erhält. Dann fließt der Bach durch Ober-Klingen, wo er seinen Lauf nach Norden wendet und so mehr als zehn Kilometer weit östlich parallel zur Gersprenz fließt. Der Abstand zu ihr beträgt rund drei Kilometer.  Nächster Ort am Bach ist Nieder-Klingen. Dort wird er Alter Bach genannt. Nach Unterqueren der Bundesstraße 426 durchfließt die Semme Habitzheim und Semd, unterquert die Bundesstraße 45 und bei Altheim die Bundesstraße 26 sowie die Trasse der Rhein-Main-Bahn. Nördlich von Hergershausen mündet die Semme von rechts aus südlicher Richtung in die Gersprenz.

### Zuflüsse
Hasselbach
- Hassenrother Bach (links)
- Beerbach (rechts)
- Bach von der Auwiese (links)
- Dietzenbach (links)
- Bach von der Aspe (rechts)
- Hollergraben (rechts)
- Sandgraben (rechts)
- Schweinsgraben-Sandgraben (links)
- Taubensemd (rechts)

Semme
- Banngraben (links)
- Herrngraben (links)

### Flusssystem Gersprenz
- Fließgewässer im Flusssystem Gersprenz

## Fische der Semme
Bei Untersuchungen der Semme in Groß Umstadt im Jahr 2004, konnten Bestände der Gründling, die Bachschmerle, der Döbel, Rotaugen und Hechte nachgewiesen werden. Für Fischer ist der Bach durch den geringen Fischbestand und die geringe Tiefe eher uninteressant.